# Manicouagan
Manicouagan è una municipalità regionale di contea del Canada, localizzata nella provincia del Québec, nella regione di Côte-Nord.
Il suo capoluogo è Baie-Comeau.

## Suddivisioni
City e Town
- Baie-Comeau

Municipalità
- Franquelin

Parrocchie
- Ragueneau

Villaggi
- Baie-Trinité
- Chute-aux-Outardes
- Godbout
- Pointe-aux-Outardes
- Pointe-Lebel

Territori non organizzati
- Rivière-aux-Outardes

Riverse
- Pessamit